# ضریب جکسون
ضریب جکسون (Jackson's Alpha Coefficient) یک کمیت بدون بُعد است که در ریخته‌گری، برای بررسی تغییرات در حجم و تراکم مواد و کریستال های یک ماده در بخش‌های مختلف قطعه و در مطالعه و پیشبینی آرایش دانه ها و ساختار کریستالی و آرایش مرزهای دانه در فلزات مورد استفاده قرار میگیرد. این تأثیرات به طور خاص در مراحل اولیه انجماد، زمانی که دانه‌ها در حال تشکیل هستند، بسیار مورد مطالعه قرار میگیرد. ضریب آلفا در سال 1958 توسط کنت آرتور جکسون فیزیکدان کانادایی-آمریکایی معرفی شد.

## مقدمه
در فرآیند ریخته‌گری فلزات، تشکیل ریزساختار و نحوه انجماد مواد یکی از مهم‌ترین عوامل مؤثر بر کیفیت و ویژگی‌های نهایی قطعات فلزی است. ضریب آلفا جکسون (Jackson's Alpha Coefficient)، مفهومی مهم در تعیین سرعت انجماد و تشکیل بلورها و کنترل و نظارت بر رشد بلورها در فرآیند ریخته‌گری است.

## فرآیند انجماد فلزات و رشد ریزساختار
انجماد فلزات فرآیندی است که در آن ماده از فاز مایع به فاز جامد تغییر فاز می دهد. این فرآیند معمولاً در دماهای پایین‌تر از نقطه ذوب فلز اتفاق می‌افتد. در ریخته‌گری، این فرآیند به‌طور خاص تحت تأثیر سرعت انجماد و شرایط محیطی قرار دارد.
انجماد در فلزات به دو صورت انجماد هماهنگ و یکنواخت و انجماد ناهماهنگ اتفاق می‌‌افتد. در انجماد هماهنگ و یکنواخت، دما در تمام نقاط قالب به‌طور یکنواخت کاهش می‌یابد و از آنجایی که دما به‌آرامی کاهش می‌یابد، ریزساختار به‌طور یکنواخت در سرتاسر قطعه ایجاد می‌شود. اما در انجماد ناهماهنگ که  به‌ویژه در قالب‌های پیچیده و قطعات با ضخامت‌های مختلف مشاهده می‌شود، کاهش دما در بخش‌های مختلف قالب متفاوت است. این باعث تشکیل ساختارهای ناهماهنگ و تنش‌های داخلی در قطعه می‌شود.

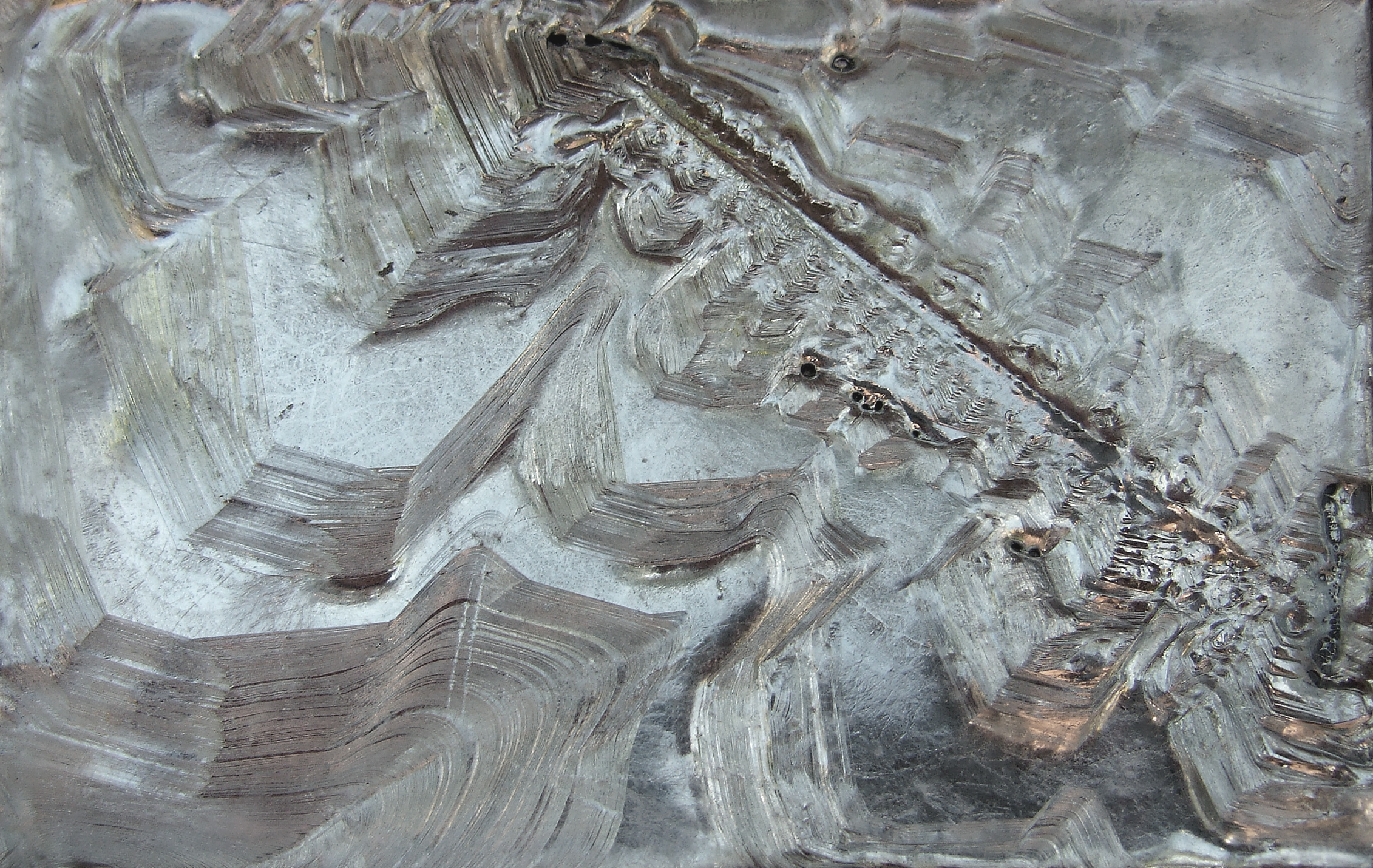
فلز گالیم منجمد و ارایش کریستالی آن

در ریخته‌گری فلزات که فرایند انجماد فلزات بخشی از آن است نیز تاثیر سرعت انجماد ماده و سرعت تشکیل دانه‌های بلور یک عامل اساسی است که بر ویژگی‌های ریزساختار فلزات تأثیر می‌گذارد. در فرآیند ریخته‌گری، سرعت انجماد می‌تواند بر مواردی نظیر اندازه دانه‌های بلوری، شکل و نوع فازهای بلوری و توزیع آنها تأثیر بگذارد. همچنین سرعت انجماد می‌تواند تأثیر زیادی بر خواص مکانیکی و فیزیکی قطعات نهایی داشته باشد.

### ضریب آلفا و تأثیر آن بر انجماد غیر یکنواخت
در فرآیند انجماد، تغییرات دما و تغییرات فازی (از مایع به جامد) باعث تغییرات ابعادی در ماده می‌شود. ضریب آلفا در اینجا نقش کلیدی ایفا می‌کند، زیرا موجب تغییر حجم یا طول ماده در اثر تغییر دما می‌شود. در فرآیندهای انجماد غیر یکنواخت (برای مثال در ریخته‌گری)، نواحی مختلف ماده با سرعت‌های متفاوتی منجمد می‌شوند و این می‌تواند باعث ایجاد تنش‌های حرارتی و در نتیجه تولید ترک‌ها شود.

در کتاب "اصول انجماد: مقدمه‌ای بر مفاهیم ریخته‌گری مدرن و رشد کریستال‌ها" این موضوع به دقت بررسی می‌شود که چگونه ضریب آلفا در کنار ویژگی‌های دیگری چون چگالی و مقدار گرمای نهفته، می‌تواند موجب ایجاد یا کاهش تنش‌های حرارتی در هنگام انجماد شود. به طور خاص، مواد با ضریب آلفا بالا تمایل دارند که در هنگام انجماد انبساط بیشتری داشته باشند، که ممکن است به ایجاد نواقص و ترک‌های بزرگتر در ساختار ماده منجر شود.

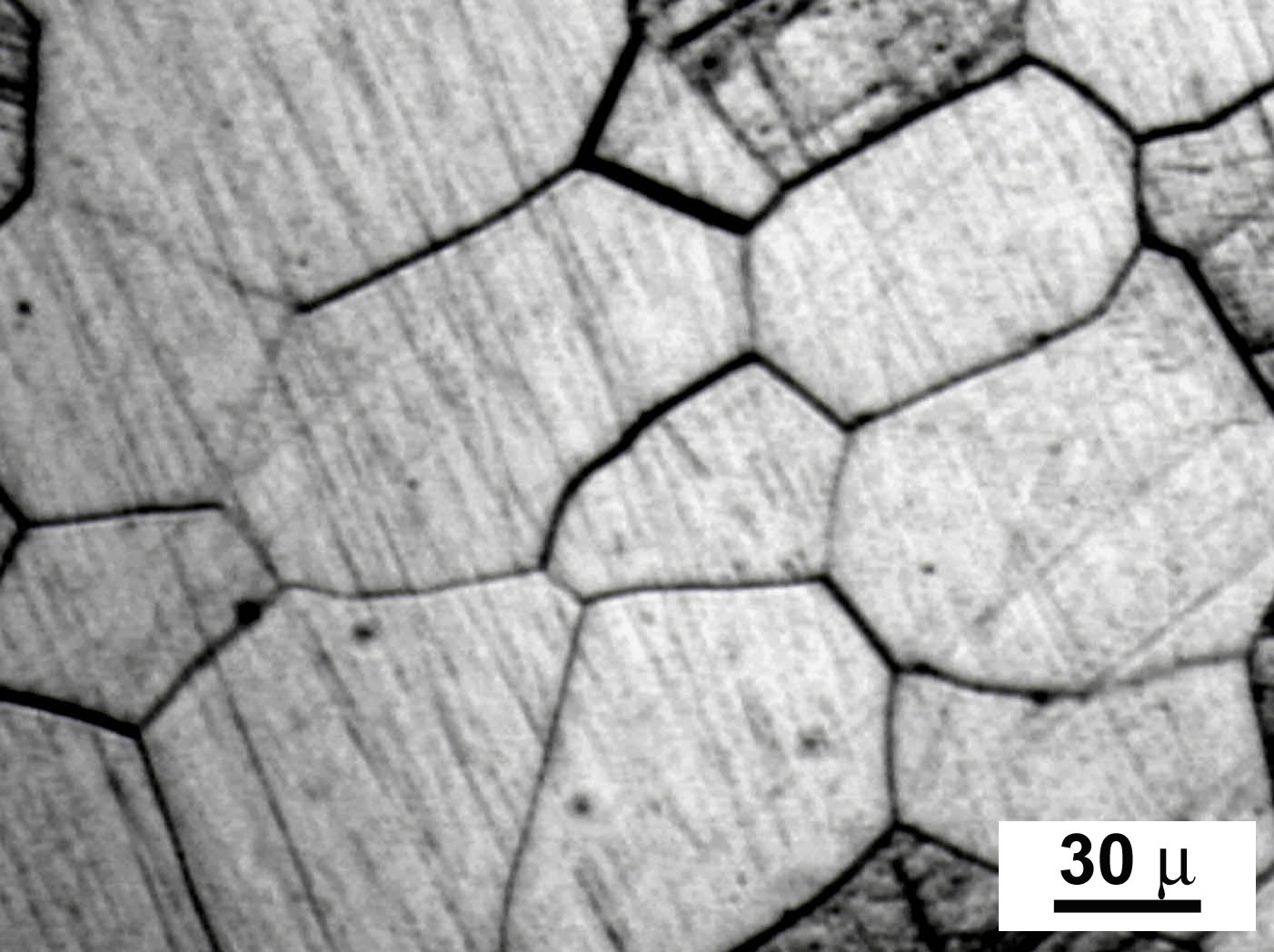
دانه‌های بلوری و آرایش مرزهای دانه

## محاسبه ضریب آلفا جکسون
ضریب آلفا جکسون نشان‌دهنده تغییرات در سرعت انجماد و تأثیر آن بر چگونگی توسعه ریزساختار در قطعات ریختگی است. ضریب آلفا جکسون به‌طور خاص مربوط به تغییرات دما و فاز در فرآیند انجماد است. این ضریب بر اساس رابطه‌ای تعریف می‌شود که سرعت انجماد را در مناطق مختلف قالب‌های ریخته‌گری بیان می‌کند و تعیین‌کننده سرعت انتقال حرارت در این فرآیند است.

### α=∂T/∂t
در این معادله، T نمایانگر دما و t نمایانگر زمان است. در این رابطه، تغییرات دما و زمان انجماد به‌طور مستقیم بر سرعت انجماد تأثیر می‌گذارند.
هنگامی که ضریب آلفا بیشتر باشد، انتقال حرارت سریع‌تر صورت می‌گیرد و بنابراین سرعت انجماد افزایش می‌یابد. این تغییرات می‌توانند تأثیر زیادی بر ویژگی‌های نهایی ریزساختار داشته باشند.

### نقش ضریب آلفا جکسون در تعیین ریزساختار فلزات
ضریب آلفا جکسون رابطه مستقیمی با رشد بلورها و نحوه تشکیل فازهای جامد در فرآیند انجماد دارد. به‌طور خاص، این ضریب بر توزیع و اندازه بلورها در مواد ریختگی تأثیر می‌گذارد. با تغییر ضریب آلفا، می‌توان ویژگی‌های ریزساختار را در قطعات فلزی کنترل کرد، به‌ویژه در ریخته‌گری‌هایی که نیاز به دقت بالا در شکل‌گیری بلورها و فازهای فلزی دارند.  استفاده از ضریب آلفا جکسون به مهندسان این امکان را می‌دهد که سرعت انجماد را در شرایط مختلف تنظیم کنند و فرآیند ریخته‌گری را به‌گونه‌ای طراحی کنند که ریزساختار بهینه‌ای حاصل شود. این امر به ویژه در فرآیندهای ریخته‌گری دقیق مانند ریخته‌گری آلیاژهای خاص و تولید قطعات با دقت ابعادی بالا و تلرانس هندسی پایین اهمیت دارد.

## رشد بلورها در ریخته‌گری فلزات
در فرآیند انجماد، فلزات مایع هنگامی که در تماس با قالب سرد قرار می‌گیرند، شروع به انجماد می‌کنند. این فرآیند به‌طور معمول از سطح تماس فلز مایع با قالب آغاز می‌شود و به تدریج به عمق قالب نفوذ می‌کند. هنگامی که دمای فلز مایع به زیر دمای انجماد می‌رسد، اولین هسته‌های بلوری شکل می‌گیرند و با کاهش دما، بلورها به‌طور پیوسته رشد می‌کنند. سرعت انجماد به‌طور مستقیم بر اندازه و توزیع بلورها در قطعه ریختگی تأثیر دارد. در فرآیندهای ریخته‌گری سریع، بلورها کوچک‌تر و یکنواخت‌تر خواهند بود، در حالی که در فرآیندهای آهسته‌تر، بلورها بزرگ‌تر و کمتر منظم خواهند شد.
ساختار نهایی بلورهای فلزی به‌طور مستقیم تحت تأثیر شرایط انجماد، سرعت سرد شدن و وجود ناخالصی‌ها در فلز قرار دارد. به‌عنوان مثال، در سرعت‌های انجماد بالا، بلورها کوچک و متراکم خواهند بود، در حالی که در سرعت‌های پایین‌تر، بلورها بزرگتر و با تراکم پایین تولید می شوند.
در مدل جکسون، رشد کریستال با مقادیر بزرگتر α صاف و هموار است، در حالی که بلورهایی که در شرایطی با ضریب آلفا کوچکتر رشد می کنند (کمتر از مقدار آستانه 2) دارای سطوح ناهموار هستند.

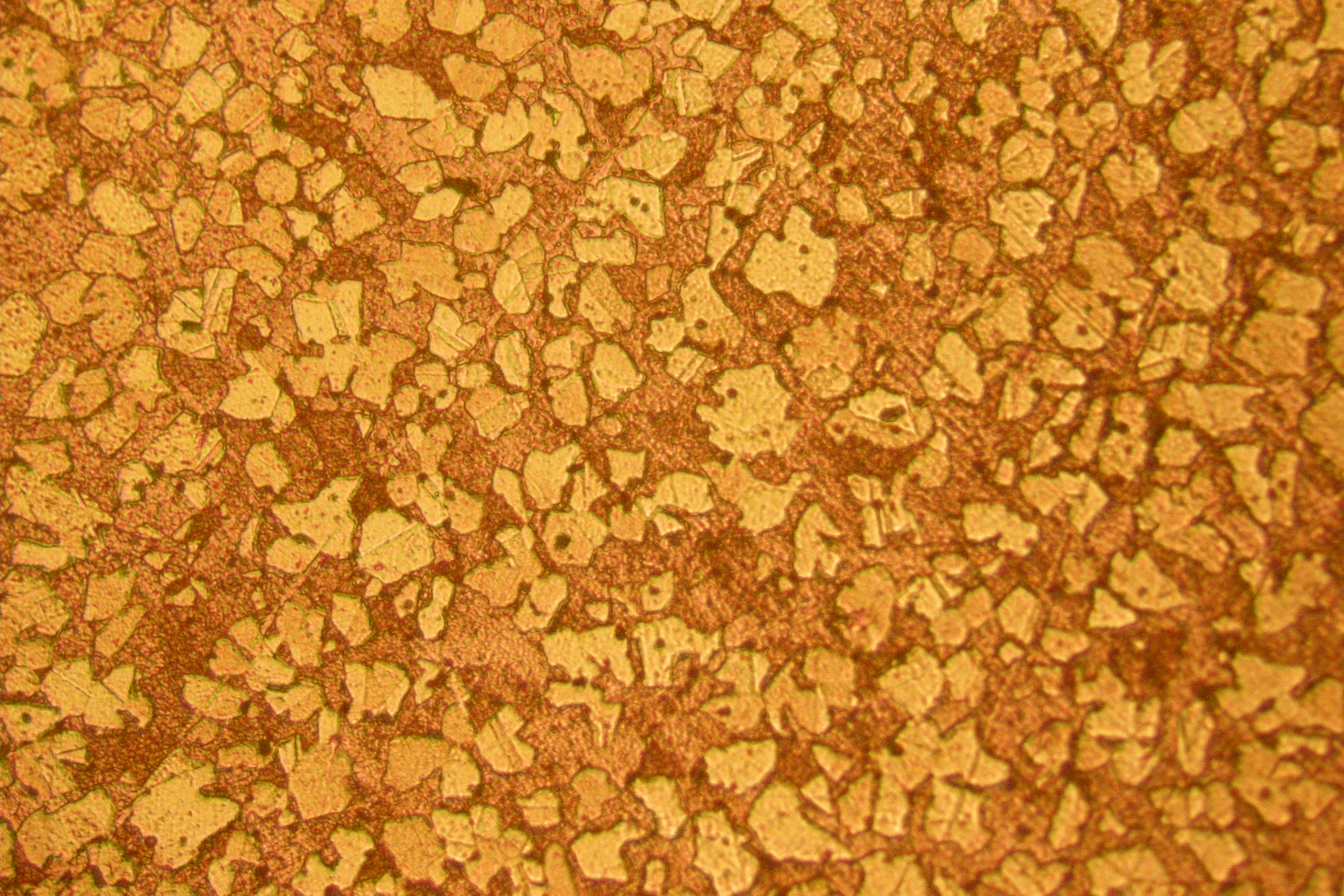
بلورهای یک ماده و آرایش مرزهای دانه

## تأثیرات عملی ضریب آلفا جکسون بر ویژگی‌های قطعات ریختگی

### پیش‌بینی ویژگی‌های مکانیکی و فیزیکی
با استفاده از ضریب آلفا جکسون، مهندسان می‌توانند ویژگی‌های مکانیکی و فیزیکی قطعات ریختگی را پیش‌بینی کنند. به‌ویژه در کاربردهایی که نیاز به خواص خاصی مانند مقاومت به خستگی، سختی و کشش بالا دارند، استفاده از این ضریب می‌تواند به طراحی بهتر و بهینه‌سازی فرآیند کمک کند.

### حل مشکلات ناهماهنگی ریزساختار
در برخی از فرآیندهای ریخته‌گری، مشکلاتی مانند ناهماهنگی ریزساختار و تنش‌های داخلی ممکن است به‌وجود آید. با تنظیم دقیق ضریب آلفا جکسون، می‌توان از این مشکلات جلوگیری کرد و فرآیند را به گونه‌ای طراحی کرد که ریزساختار مطلوبی ایجاد شود.

### تأثیر ضریب آلفا بر فرآیندهای ریخته‌گری
در فرآیندهای ریخته‌گری، ضریب آلفا به طور مستقیم بر شکل‌گیری قالب‌ها و کیفیت قطعه ریخته‌شده تأثیر می‌گذارد. در واقع، تفاوت‌های زیاد در ضریب آلفا بین فلزات مختلف می‌تواند باعث مشکلاتی در قالب‌بندی و شکل‌گیری قطعات با کیفیت شود. دریخته‌گری مواد فلزی، اگر تفاوت‌های زیادی در ضریب آلفا بین قسمت‌های مختلف قطعه وجود داشته باشد، ممکن است نواحی مختلف قطعه با سرعت‌های متفاوتی سرد شوند و این می‌تواند باعث ایجاد تنش‌های حرارتی، ترک‌های داخلی و عیوب سطحی در قطعه نهایی گردد.
شهود فیزیکی این مطلب را می‌توان اینچنین بیان کرد که هنگام ریخته‌گری یک فلز با ضریب آلفا بالا، هنگامی که فلز از حالت مایع به حالت جامد تبدیل می‌شود، انقباض زیاد در حین انجماد باعث می‌شود که فلز به سمت مرکز قالب حرکت کند و این پدیده می‌تواند موجب ایجاد کاهش حجم و به تبع آن، ترک‌ها و عیوب شود.